# Chikkaammanahalli, Challakere
Chikkaammanahalli là một làng thuộc tehsil Challakere, huyện Chitradurga, bang Karnataka, Ấn Độ.